# Anse de Sables
Anse des Sables es una localidad de Santa Lucía que forma parte del distrito de Vieux Fort.

## Toponimia
La localidad también es conocida por el nombre de Anse des Sables/Beane Field.